# Gong An (historias)
Las historias Gong An (en chino 公案小说, y literalmente："Registros de casos en un tribunal de derecho público"） se corresponden con una antigua tradición china Pingshu (una de las formas de hospitalidad y educación dentro de la cultura de masas del norte de China), que en algún sentido tiene características que recuerdan a la narrativa de las historias modernas de ficción detectivesca.

## Descripción general
Las historias "Gong An" （公案小说, literalmente："registros de casos en un tribunal de derecho público"） se corresponden con el género literario de ficción china policíaca más antiguo del que se tenga noticia.
Algunas de estas historias incluyen el Círculo Chalk (Chinese:灰闌記) en la Dinastía Yuan, la colección de historias Bao Gong An (Chinese:包公案) de la Dinastía Ming, así como la colección de historias Di Gong An (Chinese:狄公案) del siglo XVIII. Estas últimas fueron traducidas al inglés bajo el título Celebrated Cases of Judge Dee (en español Casos famosos del Juez Dee), trabajo que estuvo a cargo del sinólogo holandés Robert van Gulik, quien hábilmente combinó perfiles de personajes y estilo, logrando una muy original visión sobre el citado Juez Dee.
Robert van Gulik escogió "Di Gong An" para traducir, porque presentaba ciertas características más cercanas a la tradición occidental, lo que probablemente generaría narrativas más amigables con el lector no chino.
Un hecho notable es que cierto número de las historias originales Gong An, puede que se hayan perdido o destruido en el período de la inquisición literaria china, o durante las sucesivas guerras. Por tanto, solamente pudieron ser hallados un pequeño número de los correspondientes volúmenes, algunos de ellos incompletos, y frecuentemente rescatados de las librerías de segunda mano de Tokio, en Japón.

### Gong An
Gong An （Chinese:公案; pinyin, Gōng Àn; aka: kung-an o Kōan）
1. El término "Gong An" al principio se refería o significaba mesa, escritorio, o banco de un magistrado chino.
2. También ello es referenciado en A complicated/strange legal case (Caso legal complicado/extraño).
3. Los eventos de los tribunales fueron registrados por monjes, y luego fueron usados como orientación para el pensamiento y para la práctica meditativa.

## Estilo
El detective/héroe de estas historias es típicamente un juez tradicional o funcionario similar, basado en personajes históricos como el Juez Bao (Bao Qingtian) o el Juez Dee (Di Renjie). Aunque estas personalidades históricas puedan haber vivido en un período más temprano (en la Dinastía Song o en la Dinastía Tang), la mayor parte de estas narraciones fueron escritas durante la Dinastía Ming (o durante la Dinastía Qing).
Estas narraciones/historias se diferencian de las de la tradición occidental en varios aspectos, como bien lo señala van Gulik:
- El detective es el magistrado local, que por lo general está implicado en varios casos simultáneamente;
- El criminal es presentado en el principio mismo de la historia, y su crimen y los respectivos motivos son explicados con cuidado y detalle, así constituyendo una novela policíaca invertida o novela negra invertida[3][4][5] más bien que un "rompecabezas"; el interés radica en la historia misma, la que puede servir de apoyo didáctico o para argumentaciones ético-filosóficas, y no tanto en el suspense generado por una presentación inteligente y rebuscada;
- En las historias usualmente se presenta algún elemento sobrenatural, con fantasmas que informan a la gente sobre una muerte, y aún acusando o identificando al criminal que cometió el delito, o informando sobre ciertas circunstancias relativas a los hechos;
- Las narraciones contienen frecuentes digresiones filosóficas y éticas así como textos completos de documentos oficiales, y aún muchas otras cosas, generando así una historia larga y en cierto sentido didáctica o referencial, del tamaño de lo que hoy día asimilamos a un libro;
- Estos casos documentados presentan un gran número de personajes, los que incluso en ciertas narraciones podrían contarse en cientos, y todo descrito en cuanto a las relaciones de ellos con varios actores principales en la historia.